# Saprochaete capitata
Saprochaete capitata är en svampart som först beskrevs av Diddens & Lodder, och fick sitt nu gällande namn av de Hoog & M.T. Sm. 2004. Saprochaete capitata ingår i släktet Saprochaete och familjen Dipodascaceae.   Inga underarter finns listade i Catalogue of Life.